# Real Audiencia di Santiago del Cile
La Real Audiencia de Santiago de Chile, o anche Audiencia y Cancillería Real de Santiago de Chile, è stata una Real Audiencia della Corona spagnola nella Capitaneria generale del Cile, istituita nel 1609 e ripristinata e insediata nella città di Santiago, in quanto la precedente era stata istituita nella città di Concepción dal 1565 al 1575. La Real Audiencia de Santiago fu sciolta nel 1810, in seguito all'elezione della Prima Giunta di Governo del Cile, ma fu reinstaurata nel 1814, a seguito della riconquista spagnola, e infine abolita in modo definitivo nel 1817.